# Lochau (Thurnau)

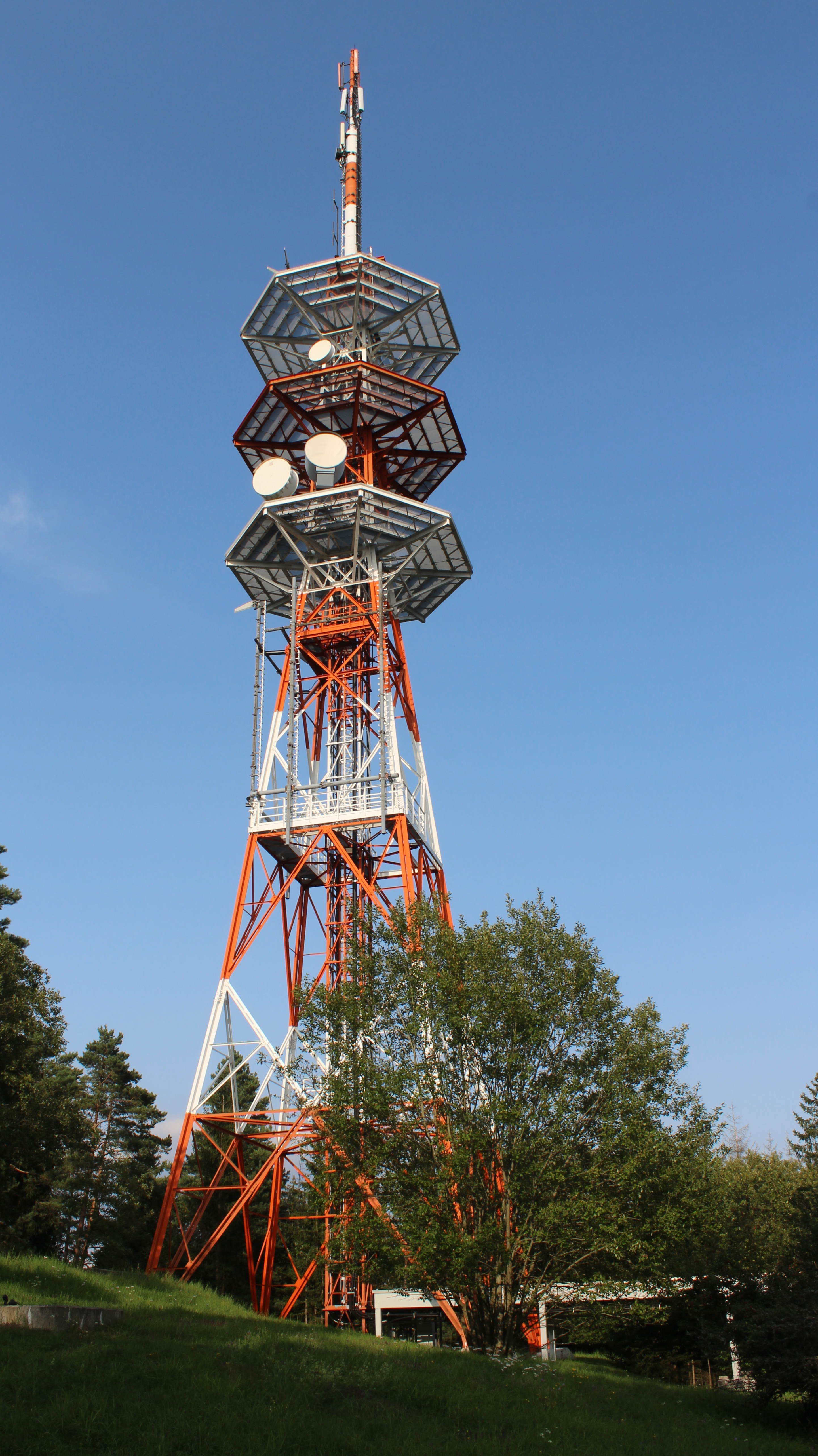
Fernmeldeturm Thurnau

Lochau (oberfränkisch: Locha) ist ein Gemeindeteil des Marktes Thurnau im Landkreis Kulmbach (Oberfranken, Bayern). Lochau liegt in der Gemarkung Alladorf.

## Geographie
Östlich des Dorfes entspringt die Lochau. Der Ort befindet sich auf einem Hochplateau der Nördlichen Frankenalb und ist größtenteils von Acker- und Grünland umgeben. Im Nordosten befinden sich die bewaldeten Anhöhen Wachhügel (580 m ü. NHN) und Sattelberg (569 m ü. NHN). Auf dem Wachhügel befindet sich ein 69 Meter hoher Fernmeldeturm der Deutschen Telekom, der als freistehende Stahlfachwerkkonstruktion ausgeführt ist. Eine Gemeindeverbindungsstraße führt nach Neustädtlein am Forst zur Kreisstraße BT 16 (2,5 km östlich) bzw. zur Kreisstraße KU 7 (1,5 km nordwestlich) zwischen Alladorf im Süden und Tannfeld im Norden.

## Geschichte
Der Ort wurde 1388 als „Lochein“ erstmals urkundlich erwähnt. 1402 wurde der Ort „Lochen“ genannt, 1433 „Lochaw“. Der Ortsname leitet sich von einem gleichlautenden Flurnamen ab. Bestimmungswort ist lōch (mhd. für Niederholz auf sumpfigen Gebiet), das Grundwort ist hagen (mhd. für Einhegung). Demnach wurde ein solches eingehegtes Waldstück bezeichnet, das möglicherweise ursprünglich eine pagane Kultstätte war.
Gegen Ende des 18. Jahrhunderts gab es in Lochau 34 Anwesen und 1 Gemeindehirtenhaus. Das Hochgericht übte das bayreuthische Vogteiamt Wonsees aus. Die Dorf- und Gemeindeherrschaft hatte das Kastenamt Sanspareil. Grundherren waren
- das Fürstentum Bayreuth (32 Anwesen; Kastenamt Sanspareil: 1 Hof, 2 Dreiviertelhöfe, 2 Halbhöfe, 8 Söldengüter, 3 Halbsöldengüter, 2 Sölden, 1 Haus; Kastenamt Kulmbach: 1 Halbhof, 2 Viertelhöfe, 2 Söldengütlein; Kanzleilehen: 1 Söldengütlein, 1 Sölde, 1 Tropfhäuslein; Amtsverwaltung Donndorf: 1 Hof, 2 Sölden, 2 Halbsölden),
- das Rittergut Steinenhausen (1 Gut),
- das Rittergut Oberwaiz (1 Hof).[7]

Von 1797 bis 1810 unterstand der Ort dem Justiz- und Kammeramt Sanspareil. Mit dem Gemeindeedikt wurde Lochau 1811 dem Steuerdistrikt Alladorf und 1818 der Ruralgemeinde Alladorf zugewiesen. Am 1. Juli 1975 wurde Lochau im Zuge der Gebietsreform in Bayern in den Markt Thurnau eingegliedert.

### Baudenkmal
- Haus Nr. 32: Wohnstallhaus

### Einwohnerentwicklung
| Jahr      | 001809 | 001818 | 001861 | 001871 | 001885 | 001900 | 001925 | 001950 | 001961 | 001970 | 001987 |
| Einwohner | 188    | 179    | 187    | 204    | 216    | 188    | 178    | 177    | 153    | 124    | 128    |
| Häuser    |        | 31     |        |        | 33     | 34     | 34     | 32     | 31     |        | 30     |
| Quelle    | [ 11 ] | [ 8 ]  | [ 12 ] | [ 13 ] | [ 14 ] | [ 15 ] | [ 16 ] | [ 17 ] | [ 18 ] | [ 19 ] | [ 1 ]  |

## Religion
Der Ort ist seit der Reformation evangelisch-lutherisch geprägt und nach St. Michael (Trumsdorf) gepfarrt.

## Tourismus
In Lochau gibt es den Dornhof, einen Lama- und Alpakahof, der die Tiere als Lasttiere für Trekkingtouren vermietet.